# Oualid Ben-Amor

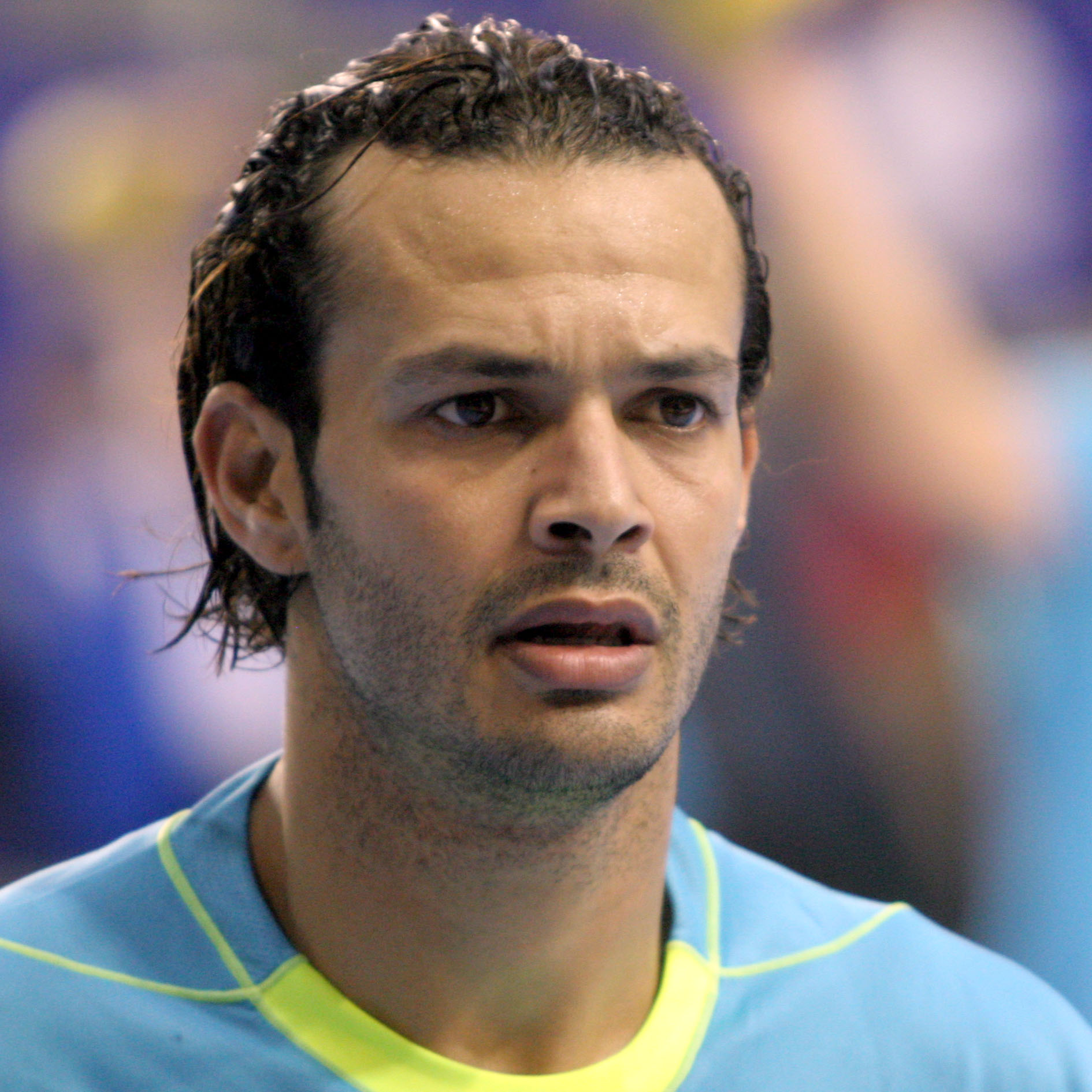
Oualid Ben-Amor

Oualid Ben-Amor (* 24. Mai 1976 in Monastir) ist ein tunesischer Handballtrainer und ehemaliger Handballspieler.
Seine Karriere begann der meist auf Rückraum Mitte spielende Ben-Amor beim Sporting Club de Moknine in Tunesien. Mit dem Club Africain Tunis gewann er 1998 und 2000 die Meisterschaft sowie 1996, 1997 und 1998 den Pokal. Für ein Jahr wurde er dann von BM Ciudad Real verpflichtet, bevor er zu Teka Cantabria wechselte. Als der Verein 2008 in Konkurs ging, bekam er vom FC Barcelona einen Vertrag, der vorläufig bis zum Jahresende gültig war, um den bis Dezember 2008 verletzten Iker Romero zu ersetzen. Von 2009 bis 2013 spielte er für Al-Jazeera in den Vereinigten Arabischen Emiraten. Dort gewann er 2010 den Pokal und 2011 den Präsidentenpokal. Später übernahm er den Trainerposten und gewann 2016 die Meisterschaft, den Pokal und den Supercup.
Für die tunesische Nationalmannschaft bestritt Oualid Ben-Amor 167 Länderspiele. Er nahm an den Weltmeisterschaften 1997, 1999, 2001, 2003 und 2009 sowie den Olympischen Spielen 2000 teil. Bei den Mittelmeerspielen 2001 und den Afrikameisterschaften 2004 und 2008 gewann er Silber.

## Erfolge

### Vereinserfolge
- Tunesischer Meister: 1998, 2000, 2001
- Tunesischer Pokalsieger: 1996, 1997, 1998, 2001
- Afrikanischer Pokal der Pokalsieger: 2001
- Pokalsieger in den Vereinigten Arabischen Emiraten: 2010
- Präsidentenpokal der VAE: 2011

### Nationalmannschaft
- Afrikameisterschaft:
  - Gold: 1998, 2002
  - Silber: 2004, 2008
- Finalist bei den Mittelmeerspielen 2001